# Тетяновка (Шегарський район)
Тетя́новка (рос. Татьяновка) — присілок (в минулому село) у складі Шегарського району Томської області, Росія. Входить до складу Анастасьєвського сільського поселення.

## Населення
Населення — 235 осіб (2010; 252 у 2002).
Національний склад (станом на 2002 рік):
- росіяни — 92 %

## Персоналії
- Смоктуновський Інокентій Михайлович (1925—1994) — радянський і російський актор театру і кіно.